# Mistrzostwa Świata w Saneczkarstwie na Torach Naturalnych 2025
25. Mistrzostwa świata w saneczkarstwie na torach naturalnych 2025 odbyły się w dniach 17-19 stycznia w austriackim Kühtai. Rozegrane zostały cztery konkurencje: jedynki kobiet, jedynki mężczyzn, dwójki oraz zawody drużynowe.

## Terminarz i medaliści
| Data                | Miejscowość | Konkurencja      | Złoto                                       | Srebro                                     | Brąz                               |
| ------------------- | ----------- | ---------------- | ------------------------------------------- | ------------------------------------------ | ---------------------------------- |
| 18-19 stycznia 2025 | Kühtai      | Jedynki kobiet   | Evelin Lanthaler                            | Riccarda Rütz                              | Jenny Castiglioni                  |
| 18-19 stycznia 2025 | Kühtai      | Jedynki mężczyzn | Michael Scheikl                             | Daniel Gruber                              | Patrick Pigneter                   |
| 18 stycznia 2025    | Kühtai      | Dwójki mężczyzn  | Włochy Matthias Lambacher · Peter Lambacher | Austria Maximilian Pichler · Nico Edlinger | Włochy Tobias Paur · Andreas Hofer |
| 19 stycznia 2025    | Kühtai      | Drużynowe        | Włochy Evelin Lanthaler · Daniel Gruber     | Austria Riccarda Rütz · Michael Scheikl    | Niemcy Lisa Walch · Simon Dietz    |

## Klasyfikacja medalowa
| Miejsce | Państwo | złoto | srebro | brąz | Razem |
| ------- | ------- | ----- | ------ | ---- | ----- |
| 1.      | Włochy  | 3     | 1      | 3    | 7     |
| 2.      | Austria | 1     | 3      | 0    | 4     |
| 3.      | Niemcy  | 0     | 0      | 1    | 1     |

## Mistrzostwa Świata U-23
Medaliści rozegranych jednocześnie mistrzostw świata do lat 23.
| Konkurencja      | Złoto                              | Srebro                                  | Brąz                                       |
| ---------------- | ---------------------------------- | --------------------------------------- | ------------------------------------------ |
| Jedynki kobiet   | Riccarda Rütz                      | Jenny Castiglioni                       | Tina Stuffer                               |
| Jedynki mężczyzn | Daniel Gruber                      | Fabian Brunner                          | Vid Kralj                                  |
| Dwójki           | Włochy Tobias Paur · Andreas Hofer | Słowacja Gabriel Halcin · Samuel Halcin | Słowacja Peter Neupauer · Dominik Neupauer |